# Drenovski list
Drenovski list, "list MO Drenova", izlazi kvartalno. Prva tri broja (formata A4) izdana su tiskanjem na obojenom papiru u laserskom pisaču, Ostali brojevi tiskani su višebojno u tiskari.
Odgovorni urednik: Damir Medved (DM),
Urednici: Christian Grailach (CG),
Urednički odbor: Marinko Boško, Željko Delač, Mladen Frlan, Christian Grailach, Draško Maršanić, Marina Frlan Jugo, Dušan Štefan.
Počevši od rujna 2010. urednički odbor čine:
Odgovorni urednik: Damir Medved (DM),
Urednik: Christian Grailach (CG),Robert Zeneral (RZ)
Urednički odbor: Christian Grailach, Marina Frlan Jugo, Božana Maršanić, Dinko Mavrinac i Marino Štefan 
Pored priloga o radu MO Drenova objavljuju se i vijesti iz lokalne zajednica kao i tekstovi iz povijesti i kulture.

## Drenovski list br. 36
Srpanj 2014.
Sadržaj:
- Predsjednik VMO na kraju mandata (DM)
- Drenova bogatija za 80 novopridošlih obitelji (RZ)
- Semaforizacija „pojela „ nogostupe (RZ)
- Predavanje udruge Nada (DL)
- Drenovska djeca dobila Šumski vrtic (RZ)
- Kome smeta oaza tišine (RZ)
- Uspjesi drenovskih ucenika (Marina Frlan-Jugo)
- Lep je ta naš kanat... (Vesna Lukanovic)
- Drenova odala pocast Ivu Grohovcu (RZ)
- Oni se ne boje visine – Rirockclimbing klub (Jasna Božic)
- Kako do zdrave i prirodne hrane – EkoCvetko (Dora Tkalec)
- Da se ne pozabi: Drenovski ovcari (CG)
- Dani Drenove 2014. – raspored dogadanja (RZ)

## Drenovski list br. 35
Travanj 2014.
Sadržaj:
- Obnovljen Cvetkov trg: I drenovcani imaju svoje Korzo (RZ)
- Veliki uspjeh akcije Eko Cvetko (RZ)
- Radovi na raskrižju: Semafor glavu cuva (DL)
- Najokućnice, balkoni, prozori: Prijava do 25. travnja (DL)
- Vesni Lukanovic nagrada „Volonter godine“
- Plan raspodj.sredstava komunalnih prioriteta za 2014. godinu (DL)
- Održani Dani drena 2014. Dren spojio aktiviste iz cetiri zemlje (RZ)
- Izložba Armade u muzeju: Drenova i Armada vole se javno (RZ)
- Slikarske izložbe u prostoru MO: likovna radionica i branko Gržetic (CG)
- Akcija uredenja šterni: Obnovljena šterna pul Kabkari (Jelena Petkovic)
- Ciklus dokumentarnih filmova u Muzeju (RZ, K. Benic, D.Tkalec)
- Katherine Trinajstić, dobitnica državne nagrade za životno djelo (CG)
- Noć na granici 2014.: Film i glazba začin Noći na granici (RZ)
- Riječ najmlađeg posjetitelja (Ivan Leko)
- Drenova PUST 2014.: JA CU platil za se ca su nan storili (Alen Rožic)

## Drenovski list br. 34
Prosinac 2013.
Sadržaj:
- Nesavjesni vozac brži od semafora (DM)
- Gradonacelnik Rijeke Vojko Obersnel:Semaforizacija raskrižja posve opravdana i potrebna
- Crtice:Zbogom teta Bazilija (Vesna Lukanovic))
- Radna akcija u vrticu (D.V.)
- Taekwondo klub Drenoa (V.T.)
- Procelnik OGU za kulturu u posjetu MO Drenova (RZ)
- Na novom trgu prednost pješacima (DM)
- Hrvatska volontira: Drenovska Lokvica blista u novom ruhu (RZ)
- Rad udruge Bez granica uvršten na međunarodnu izložbu (RZ)
- Gradonacelnik o „Nonicevoj tiramoli“
- Aktivnosti drenovskih zborova: Glas Drenove daleko se cuje (D.Maršanic)
- Lana Gržetic nakon nastupa na izboru za Miss svijeta (CG)
- Raspored slavlja u Adventu i božicno vrijeme u drenovskim župama

## Drenovski list br. 33
Rujan 2013.
Sadržaj:
- Drenova vapi za redom i mirom (DM)
- Iz praha u prah – drenovski zid za plakanje (DM)
- Aktivnosi u muzeju (RZ)
- Drenovske župe dobile nove župnike (Draško Maršanic)
- Parkiralište konacno pred dovršetkom (CG)
- DD 2013 zapoceli uspjelom veceri cakavske poezije (RZ)
- DD 2013 – Dani Drenove za pamcenje (DL, RZ)
- DD 2013: Izložba More i barke, Neumorni Bertic (DL)
- U Muzeju prikazan eko-dokumentarac-Prvi korak u internacionalizaciji (RZ)
- Jasna Cepic, ovogodišnja dobitnica Priznanja MO Drenova (CG)
- DD2013 – Humanost na djelu, Kontrola zdravlja, Zahvala organizatora (DL)
- DD2013 – Koncert zbora DVD Drenova u sjecanje na Lidiju Superina (CG)
- Svi putevi vode u knjižnicu (Alica Kolaric, Jasenka Alic-Tadic)
- Da se ne pozabi: Domace cakavske besede (CG)
- Zdravi kot Dren: Udruga Dren u novim akcijama (Vesna Lukanovic)
- DD 2013: Najljepše uredene okucnice i balkoni (DL)
- Zavicajni muzej Drenova: Posjetite nas (RZ)

## Drenovski list br. 32
Srpanj 2013.
Sadržaj:
- Muzej otvorio vrata, poziv sugradanima na suradnu i posjete (RZ)
- Tema broja: Loša odluka na štetu Drenove (Radno vrije pošte!) (DM)
- Sto let tete Bazilije (Vesna Lukanovic)
- Ukratko: Imamo Lokvu i Mugaric, Benzinska i na Drenovi, Lijepim grafitom drenovska Armada pokazala da ima sluha (CG)
- Naš kanat je lip 2013: Glas Drenove odjeknuo Istrom (CG)
- Drenova na Korzu 2013.: Drenovo moja, va srcu te nosin (RZ)
- Razgovor: Stipe Bilić – Uvijek cu tražiti ono između nota (Božana Maršanic)
- Da se ne pozabi: Domace besede (CG)
- Taekwondo klub Drenova – U jednoj sezoni osvojili 55 medalja (Vedran Tuta)
- Udruga Dren: Kako su Drenovcani spašavali drenjule (Vesna Lukanovic)
- Program Dana Drenove 2013 (RZ)

## Drenovski list br. 31
Travanj 2013.
Sadržaj:
- Aktualni komentar: Vijece traži rješenje za opstanak Pjevackoga zbora DVD Drenova (DM)
- Tema broja: Pljacke, nasilje i bezumna devastacija nasada drena (DM)
- Vijesti iz tajništva MO (DL)
- Mesopust 2013: I ovo leto zasopal je Antonjski rog (Alen Rožic)
- Drenovski kauboji (CG)
- Drenovcani uživali u „Noci na granici“
- Postavljeni temelji buducega Zavicajnog muzeja (RZ)
- Izložba polaznica likovne radionice (DL)
- Nekad i sad: Usporedite (CG)
- Udruga Dren: S lepen vremenon ceka nas fanj novega dela (Vesna Lukanovic)
- Obavijesti i najave (DL, CG)

## Drenovski list br. 30
Prosinac 2012.
Sadržaj:
- Razgovor s gradonac. Vojkom Obersnelom u povodu DL 30 (grad RI)
- Tema broja: Projekt Zavicajnog muzeja pred realizacijom (DM)
- Aktualni komentar: Bespravna gradnja, Cekaonica na Lokvi, Projekt uredenja Cvetkovog trga (DM)
- Dani Drenove 2012. – osvrt (DL)
- Razgovor s povodom: vlc. Marijan Benkovic (Božana Maršanic)
- Izložbe drenovskih likovnjaka  (DL)
- 25 godina OŠ Fran Frankovic  (Marina Frlan Jugo)
- Obilježen svjetski dan dojenja (Dragica Juricic))
- Godišnja skupština DDK Drenova (Aljoša Ladašic)
- Proslavljen Dan Grohova (Zlatko Perkovic)
- Održan 10. pikado Romano kup (www.pk-romano.hr)
- BLIK Boulder lika Istre i Kvarnera (Jasna Božic)
- 15 godina pjevackoga zbora „Lahor“ (Božana Maršanic)
- Udruga DREN pokretac akcije sadnje drena (Vesna Lukanovic)
- Na Drenovi proslavljen Svjetski dan pješacenja (Vesna Lukanovic)
- O akciji Birajmo najljepšu okucnicu (DL)

## Drenovski list br. 29
Srpanj 2012.
Sadržaj:
- Neimaština nije isprika za anarhiju (DM)
- Krizi unatoč na Drenovi se gradi punom parom (DL)
- Aktualni komentar: Najljepše je na mojoj Drenovi (CG)
- Izvješće o realizaciji plana komunalnih prioriteta za 2011. (www.rijeka.hr)
- Sedam dana kulture, sporta i zabave DD2012. (CG)
- Osmu godinu s pjesmom – Zbor DVD Drenova  (CG)
- Via Roma od drenovskoga kamena  (CG)
- Mapirano preko 300 stabala drena (Robert Zeneral))
- Udruga Dren u realizaciji akcije Zelena čistka (Vesna Lukanović)
- Program proslave DD2012 (CG)

## Drenovski list br. 28
Travanj 2012.
Sadržaj:
- Aktualni komentar Predsjednika VMO: Mentalna reciklaža, Drenovski amfiteatar – ljetna čitaonica (DM)
- Vijesti iz tajništva MO (DL)
- Uz izložbu polaznica likovne radionice (CG)
- Iz prošlosti Drenove, slika učenika iz 1957. CG)
- Kameni stup pred crkvom na Cvetkovom trgu (CG)
- Podrška zdravom odrastanju drenovske djece  (Dragica Juričić)
- Zamjena niskonaponske mreže na području Drenove  (Elektroprimorje)
- Osnovana udruga Stare grdore  (Alen Rožić))
- Sveti Nikola posjetio najmlađe Drenovčane (DL)
- Treninzi karatea za djecu (Petra Volf)
- Iz udruge DREN  (Vesna Lukanović)

## Drenovski list br. 27
Prosinac 2011.
Sadržaj:
- Aktualni komentar Predsjednika VMO: Zelena energija za zelenu Drenovu, O rupama u zemlji i zakonima(DM)
- Osnovana Udruga DREN (Vesna Lukanović)
- Još o POS stanovima na Drenovi (CG)
- Jeste li znali? CG)
- O komunalnom neredu (CG)
- Zašto pogrešno  (CG)
- Drenovčan Veljko Francetić 151 put dao krv  (CG)
- 100 godina Lovačkoga društva Lisjak Kastav“ (CG)
- Dodijeljene nagrade za volontera godine(CG)
- Ulike, masline, olive Alberta Mihicha (CG)
- Susret klapa „Va crekve“ (CG)
- Oltar u crkvi Gospe Karmelske (CG)
- Učenici OŠ Fran Franković obilježili Dane kruha (DL)
- Iz prošlosti Drenove – Izlet na Lokvicu (CG)
- Iz drenovske knjižnice (Alica Kolarić)

## Drenovski list br. 26
Listopad 2011.
Sadržaj:
- Aktualni komentar Predsjednika VMO: Zavičajni muzej Drenove – krećemo!(DM)
- Vijesti iz tajništva mjesnog odbora  (DL), (www.rijeka.hr)
- Komentar Zakona o postupanju s nezakonito izgrađenim zgradama  (Marino Štefan)
- Najuređeniji smo mjesni odbor, ali... (CG)
- Dani Drenove 2011. (CG)
- Birajmo najljepšu okućnicu i balkon – rezultati  (DL)
- Akcija Zavičajne udruge Drenova – Obnovljen običaj Petrovskega kresa  (CG)
- Najava 1. susreta klapa „Va crekve“ (CG)

## Drenovski list br. 25
Srpanj 2011.
Sadržaj:
- Aktualni komentar Predsjednika VMO: Izbori za VMO: 25 je velik broj!, O antenama, zračenju, ignoranciji, komunalni problemi na području Drenove u narednom razdoblju (DM)
- Vijesti iz tajništva mjesnog odbora  (DL), (www.rijeka.hr)
- Drenova na Korzu, predstavljanje mo u dvorani Filodrammatice (CG)
- Koncert za dan svetoga Jurja (CG)
- Građanski streljački klub Rijeka (CG)
- Obavijest iz Prima Pharme ljekarne (CG)
- Josip Blažotić zaređen za svećenika (Božana Maršanić)
- Proslava župnoga blagdane Gospe Karmelske (Vlč. Marijan Benković)
- Predstavljamo Taekwon-do klub Drenova (Vedran Tuta)
- Dobrodošli u knjižnicu (Alica Kolarić)
- Program proslave Dana Drenove 2011. (CG)

## Drenovski list br. 24
Travanj 2011.
Sadržaj:
- Aktualni komentar Predsjednika VMO: Izbori za VMO: Nogostup nakon 20 godina čekanja, Kvaliteta infrastrukture na Drenovi – da li smo to zaslužili?', Nekad smo imali NNNI, a danas? (DM)
- Vijesti iz tajništva mjesnog odbora  (DL), (www.rijeka.hr)
- Održana skupština DVD Drenova (CG)
- Iz rada Kluba umirovljenika i starijih osoba Drenova (CG)
- Izložba polaznica Likovne radionice (CG)
- Riješen problem „jezera“ u Žminjskoj ulici (CG)
- Saniran odron na Drenovskom putu CG)
- Poziv na koncert u povodu Svetoga Jurja (CG)
- Drenovske grupe za potporu dojenju (Dragica Juričić)
- Kantunić Osnovne škole Fran Franković (učenici škole)
- Mnoštvo događanja koncem prošle i početkom ove godine: Izložba Alberta Mihicha u Bibioteci, Otvorenje izložbe Branka Gržetića, Doček Svetoga Nikole, Predavanje Christiana Grailacha „Crekve, kapelice i križevi na Drenovi“, Božićni koncert učenika OŠ Fran Franković, Kreativna radionica za djecu predškolskoga uzrasta, Predavanje Aljoše Ladašića o boravku u Tanzaniji i na Haitiju, Koncert u crkvi BDM Karmelske, Koncert mladih, Žive jaslice na dočeku Božića, Božićni koncert zbora DVD Drenova, Još jedankoncert zbora DVD Drenova, Nove izložbe u GK Rijeka – ogranak Drenova(DL), (CG), www.rijeka.hr/drenova, www.mojarijeka.hr
- Maškare – Drenova 2011. (CG)

## Drenovski list br. 23
Prosinac 2010.
Sadržaj:
- Naslovnica: Naglasci iz sadržaja, (CG)
- Aktualni komentar Predsjednika VMO: Izbori za VMO : Tri priče o izgubljenom vremenu: Ulica Orlanda Kučića, Parkirališta razna..., Opet parking ili zelena tržnica ili igralište ili..., Energo – plinifikacija Drenove, Kapelica na groblju G. Drenova (DM)
- Ogranak Drenova GKR – vaša knjižnica (Alica Kolarić, GKRI)
- Zapažen nastup klape Drenova (Božana Maršanić)
- Dva značajna nastupa zbora DVD Drenova (CG)
- Riješen problem „jezera“ u Žminjskoj ulici (CG)
- Saniran odron na Drenovskom putu CG)
- Najbolje web-stranice i najuspješnije organiziran dan MO (www.rijeka.hr)
- Dodiljene nagrade u sklopu projekta „Volim Hrvatsku, volim Rijeku“ (www.rijeka.hr)
- Zavičajna udruga Drenova ponovo krenula radom (Danica Žitinić)
- Drenova spavaonica, je li baš tako? (CG)
- Kantunić Osnovne škole Fran Franković (učenici škole)
- Kreativna radionica za djecu predškolskog uzrasta (CG)
- Likovna radionica (CG)
- Akcija dobrovoljnog darivanja krvi (DL)
- Raspored svetih misa i obavijesti iz Drenovskih župa (CG)

## Drenovski list br. 22
Rujan 2010.
Sadržaj:
- Naslovnica: Naglasci iz sadržaja, (CG)
- Aktualni komentar Predsjednika VMO: Financije u doba krize, Zavičajni muzej Drenove, Problemi na Gornjoj Drenovi (DM)
- Realizacija radova u MO Drenova planiranih za 2009. godinu, Realizacija radova u MO Drenova prenijetih iz 2008. godinu  (DL)
- Obavijesti: Pokretanje likovne radionice, Kreativna radionica za djecu predškolskoga uzrasta, Upis u Drenovske mažoretkinje, Pjevački zbor DVD Drenova traži nove članove  (DL)
- Riječju i slikom Dani Drenove 2010. (DL)
- Par besed po domaću: DRENOVSKE MLEKARICE (CG)
- Grohovo po deseti put slavilo svoj dan (Zlatko Perković)
- Akcija „Birajmo najljepšu okućnicu i balkon (rezultati) (DL)
- Godišnje nagrade Mjesnog odbora Drenova zo 2010. godinu (CG)
- Aljoša Ladašić na potresom pogođenom Haitiju (Aljoša Ladašić)

## Drenovski list br. 21
Srpanj 2010.
Sadržaj:
- Naslovnica: Naglasci iz sadržaja, (CG)
- Aktualni komentar Predsjednika VMO: Izbori za VMO – zašto građani ne izlaze na izbore?, Novi saziv Vijeća – osiguran kontinuitet uspješnog rada (DM)
- Još jedna nagrada MO Drenova – mladi o MO (DM)
- Rezultati izbora za VMO Drenova (DL)
- Izjave članova VMO Drenova na početku mandata (CG)
- Radovi na Drenovi: Uređenje zvonika (Marino Štefan), Nogostup u ul. sv. Jurja (DL), Uređenje prolaza na Cvetkovom trgu (DL)
- Povijest župe Drenova i župe BDM Karmelske na Donjoj Drenovi (mons. Gabrijel Bratina)
- Proljetne gljive Drenove i okolice (nastavak iz prošlog broja (Marino Štefan)
- Održana promocija knjige Christiana Grailacha *Od drenovske čitaonice do knjižnice 1908. – 1985“ (DL)
- Aktivnosti pjevačkoga zbora DVD Drenova (Božana Maršanić i CG)
- Raspored događanja na „Danima Drenove 2010.“ (CG)

## Drenovski list br. 20
Travanj 2010.
Sadržaj:
- Naslovnica: Naglasci iz sadržaja, (CG)
- Aktualni komentar Predsjednika VMO: Izbori za vijećnike MO Drenova – zašto treba izaći na izbore, Detaljni plan uređenja za POS na Donjoj Drenovi (DM)
- Plan raspodjele za komunalne prioritete u 2010. godini (DL)
- Datumi raspodjele kontejnera za krupni otpad (DL)
- Drenovčanin Tomislav Sikavica 27. veljače 2010. zaređen za stalnog đakona (Draško Maršanić)
- Razgovor s članovima VMO Drenova na kraju mandata (CG)
- Uz blagdan sv. Jurja mč – dana župe Gornja Drenova (CG)
- Proljetne gljive drenove i bliže okolice, prvi dio (Marino Štefan)
- Karibu na Tanzania! (dobrodošli u Tanzaniju (Aljoša Ladašić i DL)
- Nadograđen Dječji vrtić na Drenovi (Mirela Likar, pedagog DV Rijeka)
- Održana skupština UABA Drenova (Loreta Štefan)

## Drenovski list br. 19
Prosinac 2009.
Sadržaj:
- Naslovnica: Naglasci iz sadržaja, (CG)
- Aktualni komentar Predsjednika VMO:MO Drenova – ogledni primjer uspješne mjesne samouprave,Vijećnici VMO nastavljaju radom do svibnja 2010., Sigurnost, nadležnost, mišljenja, semafori, Dopis Rijeka Prometa, Održano javno izlaganje prijedloga UPU G. Drenove(DM)
- Zapisnik sa sastanka vijećnika MO s predstavnicima Rijeka Prometa (DL)
- Realizirani radovi iz plana prioriteta za 2009. (DL)
- Iskrice iz drenovske povijesti – kapela ili spomenik neznanom junaku na Velom vrhu, (Marino Štefan)
- Drenovske adrese – Uliva Ružice Mihić, (CG)
- Tjelovježba za žene u domu na Lokvi, (CG)
- 3. memorijalni malonogometni turnir „Mažed el Gharni“, (Nasrin Gharni)
- Slavko Mikač – čovjek koji se brine o našoj nebrizi, (CG)
- Akcija dobrovoljnog davanja krvi, (DL)
- Part besed po domaću, Mario Udović – zidarija kot hobi, (CG)
- Poziv na Božićno-novogodišnje koncerte zbora DVD Drenova, (CG)
- Svečanost u samostanu Družbe sestarapresvetog srca Isusova, (CG)
- Raspored svetih misa i obavijesti iz drenovskih župa, (Draško Maršanić)

## Drenovski list br. 18
Listopad 2009.
Sadržaj:
- Naslovnica: Naglasci iz sadržaja, (CG)
- Aktualni komentar Predsjednika VMO: Volonterski rad i kako pomoći zajednici u doba rebalansa, Sigurnost, nadležnosti, mišljenja, semafor, Da li je jednostavnije organizirati cirkus s televizijom nego pozvati mjesni odbor?, Drenova na Wikipediji! (DM)
- 40 godina posvećenih vjernicima Drenove - Velečasni Gabrijel Bratina,(CG)
- Dani Drenove - slikom i riječju, (CG)
- Uz predstojeće radove na sanaciji zvonika drenovske crkve, Marino Štefan
- Uz početak nove školske godine, Marina Frlan - Jugo
- Iz prošlosti Drenove - Uz dan Grohova (CG)
- Par besed po domaću - Miljenko Štefan, vinar, vinogradar i muzičar, (CG)
- Akcija "Birajmo najljepšu okućnicu" - dodjela nagrada, Dolores Linić

## Drenovski list br. 17
Srpanj 2009.
Sadržaj:
- Naslovnica, kolaž fotografija o događanjima od lanjskih Dana Drenove (CG)
- Aktualni komentar Predsjednika VMO:VMO Drenova 2005-2009., pogled unatrag, Sastanak s gradonačelnikom, Uređenje nogostupa - velika *podrška građana, Uređenje Cvetkovog trga - prezentacija (DM)
- Izvješće o realizaciji plana raspodjele sredstava za komunalne prioritete, tablica (Dolores Linić)
- Realizacija radova planiranih za 2008., tablica (Dolores Linić)
- Katherine Trinajstić, dobitnica godišnje nagrade grada Rijeke (VMO Drenova)
- Par besed po domaću: Egidio Mihić - drenovski stogodišnjak (CG)
- Boćarski klub Drenova - povodom 40. godišnjice osnutka (Marino Štefan)
- Aktivnosti pjevačkog zbora DVD Drenova (Božana Maršanić)
- Predstavljamo vam drenovske slikare: Ivo Kajzer (CG)
- Plesna skupina "Leone" Drenova (Maja Cetina)
- Iz prošlosti Drenove: Kapelica na vrhu Rebre (CG)
- Drenova - Zeleno srce grada, komunalni nered (CG)
- Finale boulder lige - BLIK 2009. (Demir Barić)
- Novosti iz GKRi - ogranak Drenova (Dunja Bogić)
- Dani Drenove 2009. - raspored događanja (CG)

## Drenovski list br. 16
Travanj 2009.
Sadržaj:
- Naslovnica: Naglasci iz sadržaja
- Aktualni komentar Predsjednika VMO: Isplati li se biti pristojan, Antologijski prijedlog g. Škunce, Uređenje nogostupa duž *Drenovskog puta i Ulice Sv. Jurja, UAB drenova - antifašizam koji nestaje (DM)
- Plan raspodjele sredstava za komunalne prioritete (Dolores Linić)
- Plan postavljanja kontejnera za glomazni otpad (Dolores Linić)
- Besplatna informatička edukacija građana (www.rijeka.hr)
- Poziv građanima za prijedloge o uređenju komunalnih objekata (www.rijeka.hr)
- Presuda Pustu Janezu - (CG)
- 70 godina župe Svetog Jurja Mučenika na Gornjoj Drenovi (Vlč. Nikoca Jurić)
- Vilim Štefan - Drenovčan koji je zadužio Drenovu, razgovor (CG)
- Kreativna radionica za predškolce (Dolores Linić)
- Natjecanje u sportskom penjanju na Drenovi (Demir Barić)
- Godišnja skupština UABA Drenova (CG)
- Zahvala kluba "Nada"

## Drenovski list br. 15
Prosinac 2008.
Sadržaj:
- Naslovnica: Naglasci iz sadržaja
- Da li treba dozvoliti da se Drenova pretvori u "ghetto"?, Inicijativa za uspostavu policijske dtanice (DM)
- Dogradnja podcentra predškolskog odgoja Drenova (Marija Japundža, Odjel GU za odgoj i školstvo)
- Nagrade u sklopu projekta "Volim Hrvatsku, volim Rijeku" (www.rijeka,hr)
- Održana izborna skupština CK i DDK Drenova (CG)
- Iz rada drenovske knjižnice (www.gkri.hr)
- Riječki program lokalnog partnerstva, realizacija projekta D. Barića (CG)
- Predstavljamo vam: Stpe Bilić, pijanist (CG)
- Dani Drenove 2008, riječju i slikom (CG)
- Iz povijesti Drenove, Drenovčani u prvom svjetskom ratu (Draško Maršanić)
- Pučka čitaonica Drenova - 100 godina od osnutka (CG)
- Predstavljamo vam drenovske slikare: Tihomir Ivančan (CG)
- Održano predavanje Ivo Grohovac Riječanin (CG)
- Malonogometni klub Drenova (Ivica Brletić)
- Ri rock climbing klub, aktivnosti (CG)
- Doček Svetog Nikole (Dolores Linić)
- Obavijesti iz drenovskih župa (Draško Maršanić)

## Drenovski list br. 14
Srpanj 2008.
Sadržaj:
- Naslovnica: Naglasci iz sadržaja
- Aktualni komentar Predsjednika VMO, Zborovi građana - jednosmjerna ulica ili autocesta komunikacija?, Pozadina problema POS stanova (DM)
- Anto Dedić drenovski kontakt-policajac, razgovor (Božana Maršanić)
- Dvadeset godina dječjeg vrtića "Drenova" (odgojiteljice DV Drenova)
- Obnova Mlade mise (vlč, Marijan Benković)
- Razgovor povodom: Marco Graziani - violinist (CG)
- Razmjena učenika OŠ Fran Franković - Eisenstadt / Austrija (Nada Križan)
- Pjevački zbor DVD Drenova, nastupi (CG)
- Drenovske mažoretkinje (CG)
- Predstavljamo vam drenovske slikare: Željko Delač (CG)
- Ri rock climbing klub, aktivnosti (CG)
- U aleji branitelja predstavljen novi spomen park (CG)
- Drenova - zeleno srce grada ?? (DM)
- Slabo korištenje minibusa za Kablare (DM)
- Dani Drenove 2008 - raspored događanja (CG)

## Drenovski list br. 13
Travanj 2008.
Sadržaj:
- Naslovnica: Naglasci iz sadržaja
- Aktualni komentar Predsjednika VMO, uređenje Cvetkovog trga, plan aktivnosti za 2008. g., UPU G. Drenove, Krenula linija 5b, Drenova - digitalni mjesni odbor (DM)
- Obilježena dvogodišnjica izlaženja DL (CG)
- Razgovor povodom, Velečasni Nikica Jurić (Božana i Draško Maršanić)
- Aktiv žena Drenove, akcije (CG)
- Boćarski klub Drenova, skupština (CG)
- Par besed po domaću, razgovor s Marinom Štefanom (CG)
- Klub umirovljenika i starijih osoba Drenova (CG)
- Organizacije u gradu Rijeci u prevenciji ovisnosti (www.rijeka.hr)
- Sportsko-penjački klub Ri rock climbing, razgovor s osnivačima (CG)
- Internet - komunikacija bez granica (CG)
- Najava događanja: izložba Aktiva žena, koncert zbora, izložba Hane Dutina
- Projekt Demira Barića, riječki program lokalnog partnerstva (CG)
- Predstavljamo vam drenovske slikare: Hana Dutina, Valerija Stuck (CG)
- Novosti iz GK Rijeka - ogranak Drenova (Dunja Bogić)

## Drenovski list br. 12
Veljača 2008.
Sadržaj:
- Naslovnica: Naglasci iz sadržaja
- Aktualni komentar Predsjednika VMO, sastanak VMO s gradonačelnikom i predstavnicima Gradske uprave (DM)
- Udruga za pomoć u rješavanju problema ovisnosti o drogama Egzodus (CG)
- Komunjske šterne na Drenovi (CG)
- Pust na Drenove 2008. (Mateja Mavrinac)
- Dobrovoljni davatelji krvi s Drenove (CG)
- Mažoretkinje: Osnovan ogranak Drenova (CG)
- Održana skupština podružnice UABA Drenova (CG)
- Postavljeni mjerači brzine (Dolores Linić)
- Uspjeh Pikado kluba Romano (CG)
- Održana izložba "Radost življenja" )CG)
- Predstavljamo vam drenovske slikare: Pavo Marčinko,Biserka Mihić (CG)
- Ekološka akcija stanovnika Kablara (Dolores Linić)
- Pjevački zbor DVD Drenova, nastupi )CG)
- Vijesti iz drenovskih župa u povodu Uskrsa (Draško Maršanić)
- Vijesti iz tajništva Mjesnog odbora (Dolores Linić)

## Drenovski list br. 11
Prosinac 2007.
Sadržaj:
- Naslovnica: Naglasci iz sadržaja
- Aktualni komentar Predsjednika VMO, osvrt na rad u 2007 (DM)
- Vijesti iz Grohova (CG)
- Otvoren klub umirovljenika i starijih osoba Drenova (CG)
- Iz prošlosti Drenove - Počivala (CG)
- Centralni objekt na CGG Drenova (KD Kozala d.o.o. Rijeka)
- Novosti iz drenovske biblioteke (CG)
- Najava izložbe "Magični svijet naivne umjetnosti" (CG)
- Proslava vrijednog jubileja: 10 godina pjevačkog crkvenog zbora (Draško Maršanić)
- Iz rada podružnice UABA Drenova (Drago Abramović)
- Novo dječje igralište (CG)
- Volontiranje i volonteri (CG)
- Poziv na Božićne koncerte zbora DVD Drenova (CG)
- Doček Svetog Nikole (Dolores Linić)
- Obavijesti: Zavičajna udruga Drenova, Boćarski klub Drenova, Pjevački zbor DVD Drenova
- Zahvala uredništva pojedincima i ustanovama koji su omogućili tiskanje lista

## Drenovski list br. 10
Listopad 2007.
Sadržaj:
- Naslovnica: Naglasci iz sadržaja
- Aktualni komentar Predsjednika VMO, Cvetkov trg ili Cvetkovo parkiralište, Tržnica drenova - ima li uopće smisla?, UPU G. Drenove, Minibus, Dom kulture na Lokvi ili Bronxu? (DM)
- Da li znate? Koji se komunalni radovi izvode na području MO, da je na području MO Drenova najveća vodosprema riječkog vodoopskrbnog sustava (Mojca Spinčić, KD Vodovod i kanalizacija Rijeka)
- Dani Drenove 2007., Opis događanja (CG)
- Dodijeljena godišnja priznanja VMO Drenova (CG)
- Par besed po domaću, osnovana Zavičajna udruga Drenova (Dinko Mavrinac)
- Inicijativa za osnivanje drenovskih mažoretkinja (CG)
- Đakon Marijan Benković u župi BDM Karmelske na Drenovi (Draško Maršanić)
- Riječ uredničkog odbora, o pozivu na suradnju u smislu donacija za list
- Staro i novo, o postavljanju plinske mreže na Drenovi (Duško Radulović, "Energo")
- Vijesti iz Pikado kluba Romano (Romano Ketović, tajnik)

## Drenovski list br. 9
Srpanj 2007.
Sadržaj:
- Naslovnica, fotografije Drenove (CG)
- Aktualni komentar Predsjednika VMO, Urban(ističk)e priče - nova naselja bez ulaza / izlaza, Drenova - zeleno srce grada (DM)
- Dani Drenove 2007 - raspored događanja (CG)
- UPU Gornje Drenove, ciljevi, smjernice VMO, tablica, nacrt (DM)
- OŠ Fran Franković proslavila 20 obljetnicu rada u novoj školskoj zgradi (Snježana Šerić)
- Otvorena nova drenovska knjižnica (CG)
- Izložba slika "Moja Drenova", Alberto Mihich (CG)
- Vijesti iz UABA Drenova (Drago Abramović)
- Novi mladi vatrogasci (CG)
- Pitali smo čitaoce (CG)
- Novo na Drenovi, novootvorene obrtničke radnje (CG)

## Drenovski list br. 8
Travanj 2007.
Sadržaj:
- Naslovnica, crkva Sv. Jurja, fotografija (CG)
- Razgovor s povodom, velečasni Nikica Jurić (Draško Maršanić)
- Obavijesti iz drenovskih župa, Uskrs (Draško Maršanić)
- Drenova - crtice iz povijesti, povijest Drenove (Dušan Štefan)
- Sveti Juraj - svetac i mučenik, u povodu dana župe(http /  / free-st.htnet.hr)
- Priredbe u povodu Međunarodnog dana žena, Koncert u OŠ, Izložba "Trižene - tri umjetnice (CG)
- Uloga mjesnog odbora u lokalnoj samoupravi (www.rijeka.hr)
- Najava koncerta, za dan Sv. Jurja, zbor DVD Drenova, tamburaši Zametskega korena (CG)

## Drenovski list br. 7
Veljača 2007.
Sadržaj:
- Naslovnica, Finile su maškare, slika (CG)
- Aktualni komentar Predsjednika VMO, još o antenama tele 2, sigurnost u prometu, destruktivnost - konstruktivnost (DM)
- Armada - način života, kako mladi iskazuju ljubav prema svom gradu i klubu za kojeg navijaju(CG)
- Najava izložbe "Tri žene - tri umjetnice"(CG)
- Drenova - pust 2007., slikom i riječju(CG)
- Drenovske adrese - Ulica Braće Hlača(CG)
- Drenova nekad i sad, kapela Svih Svetih(CG)
- Božićni koncerti, nastupi zbora DVD Drenova
- Zašto ovako, problemi s parkiranjem (CG)
- Godišnja skupština UABA Drenova(CG)

## Drenovski list br. 6
Prosinac 2006.
Sadržaj:
- Aktualni komentar Predsjednika VMO, Godinu dana rada aktualnog saziva vijeće - što je, a što nije napravljeno (tekst i tablica) (DM)
- Održano predavanje,  Klub Nada - rak dojke (CG)
- Doček Svetog Nikole (CG)
- Prva godišnjica čitateljske grupe Drenova (Jasenka Alić-Tadić)
- Prva gljivarska izložba na Drenovi (Božana Maršanić)
- Drenova nekad i sad, Granica (CG)
- Drenovske adrese - Cvetkov trg (CG)
- Koncert u OŠ Fran Franković, Stipe Bilić (CG)
- Poziv na Božićni koncert zbora DVD Drenova(CG)
- Raspored sv. Misa za Božić (Draško Maršanić)

## Drenovski list br. 5
Rujan 2006.
Sadržaj:
- Aktualni komentar Predsjednika VMO, Sigurnost u prometu - godine opasnog življenja (DM)
- Razgovor s povodom - Alberto Mihich, slikar (CG)
- Dani Drenove 2006, opis događanja (CG)
- Glazbeni život Drenove, nastavak (CG)
- Drenova nekad i sad, peknjica i butega pul Benaši (CG)
- Stanovi za Riječko sveučilište (CG)
- Svečanost u Družbi sestara Presvetog srca Isusovog
- Priznanje VMO Drenova za pravnu osobu, DDK Drenova (CG)
- Nove prostorije knjižnice Drenova (CG)
- Nastup zbora DVD Drenova, Matejna 2006. (CG)

## Drenovski list br. 4
Srpanj 2006.
Sadržaj:
- Aktualni komentar Predsjednika VMO, nepodnošljiva lakoća odbijanja (DM)
- Razgovor s povodom: Velečasni Gabrijel Bratina (Larissa Smokvina)
- Dani Drenove 2006. - Kalendar događanja
- Glazbeni život Drenove, povijest(CG)
- Drenova nekad i sad - crkva BDM Karmelske(CG)
- Blagdan Gospe Karmelske, Dan Drenove (Draško Maršanić)
- Novosti iz drenovske knjižnice (Dunja Bogić)
- 125 godina Društva Crvenog križa Rijeka (Ester Sterpin)
- Sport na Danima Drenove
- Drenova, note i riječi pjesme Drenova(CG)

## Drenovski list br. 3
Lipanj 2006.
Sadržaj:
- Aktualni komentar Predsjednika VMO, Podnaslovi: Odbijen prijedlog MO "Drenovske klupe", Devastacija komunalnog inventara, Uređivanje drenovskih prometnica, Prikupljanje suglasnosti za uređenje ulice B. Francetića. (DM)
- Koncert u domu kulture na Lokvi (CG)
- Osnovan Aktiv žena Drenove (CG)
- Izložba ručnih radova(CG)
- Informacije o radu uslužnih djelatnost, trgovina, ugostitelskih objekata, nastavak(CG)
- Vozni red autobusne linije 11(CG)

## Drenovski list br. 2
Travanj 2006.
Sadržaj:
- Informacije iz župa BDM Karmelske i Sv. Jurja (Draško Maršanić)
- Promoviran prvi broj Drenovskog lista (CG)
- Aktualni komentar Predsjednika VMO o minibusu za Kablare, antena Tele 2 u Žminjskoj (DM)
- Dren, Drenjula - biljka po kojoj je nazvan predio gdje živimo (DM)
- Informacije o radu trgovina i uslužnih djelatnosti (CG)
- Udruge pomoći i zaštite, adrese, kontakt (CG)
- Informativni centar grada Rijeke, servis građana (www.rijeka.hr)
- Pogodnosti u prometu za osobe s invaliditetom (www.rijeka.hr)
- Obavijesti: Boćarski klub Drenova
- Predstavljamo: Dječji vrtić Drenova, Pikado klup Romano, ŽOK Drenova

## Drenovski list br. 1
Ožujak 2006.
Sadržaj:
- Drenovčani, o listu, razlozi, namjena (Urednički odbor)
- Vijeće mjesnog odbora, adresa, radno vrijeme, kontakt
- Aktivnosti pokrenute od vijeća MO, tekst, tablica (DM)
- Aktualni komentar Predsjednika VMO, nerješeno pitanje prometa u sveučilišnom naselju koje je u gradnji (DM)
- Osnovna škola Fran franković (Snježana Šerić)
- Aktiv Crvenog križa Drenova (Ester Sterpin)
- Društvo dobrovoljnih davalaca krvi Drenova (Adelmo Ladašić)
- Župa BDM Karmelske (Draško Maršanić)
- Župa Svetog Jurja Mučenika (Draško Maršanić)
- Mješoviti pjevački zbor DVD Drenova (CG)
- Lahor, pjevački zbor župe BDM Karmelske (Draško Maršanić
- DVD Drenova (Ivo Orešković)
- Boćarski klub Drenova (Dušan Štefan)
- Sport club Leone (Maja Cetina)
- Lovačko društvo "Lisjak, lovna grupa "Lubanj-Drenova" (Livio Benčan)
- Ženski odbojkaški klub "Drenova" (Radmila Pešut)
- Gradska knjižnica Rijeka, ogranak Drenova, Adresa, radno vrijeme, noviteti knjižnog fonda (Dunja Bogić)
- Adrese, telefonski brojevi, radno vrijeme važnijih ustanova na Drenovi